# Agrothereutes
Agrothereutes is een geslacht van parasitoïde wespen uit de familie van de gewone sluipwespen.
De wetenschappelijke naam van het geslacht is voor het eerst geldig gepubliceerd in 1850 door Arnold Förster.
Agrothereutes komen hoofdzakelijk voor in het Holarctisch gebied; een soort is bekend uit India.
Ze parasiteren larven en cocons van zaagwespen, vlinders en motten. Agrothereutes hospes bijvoorbeeld parasiteert diverse soorten bladrollers en snuitmotten, waaronder de grote wasmot (Galleria melonella).

## Soorten
- Agrothereutes abbreviatus
- Agrothereutes adustus
- Agrothereutes albovinctus
- Agrothereutes algericus
- Agrothereutes alutarius
- Agrothereutes aterrimus
- Agrothereutes australis
- Agrothereutes bicolor
- Agrothereutes cimbcivorus
- Agrothereutes ferrieri
- Agrothereutes fumipennis
- Agrothereutes grandis
- Agrothereutes grapholithae
- Agrothereutes hospes
- Agrothereutes ischioleucus
- Agrothereutes lanceolatus
- Agrothereutes leucoproctus
- Agrothereutes leucorhaeus
- Agrothereutes longicauda
- Agrothereutes lophyri
- Agrothereutes macroincubitor
- Agrothereutes mandator
- Agrothereutes mansuetor
- Agrothereutes minousubae
- Agrothereutes montanus
- Agrothereutes monticola
- Agrothereutes neodiprionis
- Agrothereutes pallipennis
- Agrothereutes parvulus
- Agrothereutes pilosus
- Agrothereutes pumilus
- Agrothereutes pygmaeus
- Agrothereutes ramellaris
- Agrothereutes ramuli
- Agrothereutes rufofemoratus
- Agrothereutes saturniae
- Agrothereutes subovalis
- Agrothereutes thoracicus
- Agrothereutes transsylvanicus
- Agrothereutes tunetanus